# Бухгольц, Фёдор Владимирович
Фёдор Владимирович Бухгольц (17 (29) октября 1872, Варшава — 30 апреля (?1 мая) 1924, Тарту) — миколог, профессор Рижского политехнического института.

## Биография
Родился 17 (29) октября 1872 года в Варшаве в семье военного врача, уроженца Лифляндии.
В 1891 году окончил Рижскую городскую гимназию, а в 1895 году — Московский университет (физико-математический факультет), где в 1895–1897 годах подготавливался под руководством И. Н. Горожанкина к профессорской работе. С осени 1896 года проходил годичную стажировку в Швейцарии и Германии, работал в Берне у известного миколога Э. Фишера а затем в Мюнхене у фитопатологов Р. Гартига и К. фон Тюбефа.
В сентябре 1897 года получил должность доцента по зоологии и ботанике на сельскохозяйственном отделении Рижского политехнического института под руководством профессора В.А. фон Книрима. В 1900 году снова работал за границей, во Флоренции у профессора микологии О. Маттироло. 
В 1903 году Ф. В. Бухгольц защитил магистерскую диссертацию в Московском университете и стал адъюнкт-профессором Рижского политехнического института, читал курсы теоретической ботаники и фитопатологии. В 1907–1910 годах — профессор ботаники и физиологии растений, в 1910–1913 — помощник директора Рижского института. В 1912 году стал доктором ботаники Московского университета и ординарным профессором. С 1912 года — декан сельскохозяйственного отделения.  
В соответствии с указом Николая II от 3 июля 1914 года, которым было выделено 7 тысяч рублей для университетского имения «Петергоф», в том числе 3.000 на издание сельскохозяйственного органа «Известия и труды сельскохозяйственного отделения Рижского Политехнического института»,  редактировал этот научный вестник с 1915 по 1917 год. 
Осенью 1915 года институт был эвакуирован в Москву (в Петровско-Разумовское), а затем переведён в Иваново-Вознесенск. Здесь Бухгольц продолжал преподавательскую работу. 
В 1918 году Ф. В. Бухгольц вернулся в Ригу, а осенью 1919 года перешёл из рижского института на кафедру ботаники Тартуского университета. В Тарту он активно участвовал в послевоенном восстановлении ботанического сада, директором которого был назначен.
В 1922 году у Ф. В. Бухгольца появились симптомы склероза мозга, и он был вынужден прекратить работу. Скончался в Тарту 30 апреля или 1 мая 1924 года.
Кроме преподавательской, научной и административной работы в вузах, Ф. В. Бухгольц участвовал в деятельности научных обществ, вёл редакторские работы. Предположительно с 1897 года он был членом Рижского общества естествоиспытателей, в течение 17 лет был членом президиума этого общества. С 1898 года — действительный член Московского общества испытателей природы. В Тарту Бухгольц также принимал участие в работе университетского общества естествоиспытателей и был его президентом. В 1914—1917 годах был редактором изданий «Известия…» и «Труды сельскохозяйственного отделения Рижского политехнического института», в Тарту — редактор Протоколов общества естествоиспытателей.
Был женат (с 29.5.1898) на Клавдии Александровне Алексеевой.

## Вклад в науку
В годы учёбы в Москве Ф. В. Бухгольц занимался организацией естественно-исторического музея в усадьбе Шереметевых Михайловское-на-Пахре. Музей был основан супругой графа С. Д. Шереметева Е. П. Шереметевой (урождённой Вяземской) в 1895 году. Впоследствии Бухгольц поддерживал научные связи с музеем, а Шереметевой были изданы некоторые его крупные работы.
Ф. В. Бухгольц был последователем морфологической школы своего первого научного руководителя — И. Н. Горожанкина, но после зарубежных стажировок у Фишера и Маттироло он выбрал себе объект изучения, отличный от водорослей и споровых растений, которыми занимались другие ученики Горожанкина. Одним из основных его объектов стали трюфели и другие подземные грибы, а позже он стал исследовать флору грибов Прибалтики. Оба научных направления в то время были слабо разработаны. Бухгольц стал одним из первых в России микологов-флористов. Он собрал обширную коллекцию которая, к сожалению, была почти вся утрачена при эвакуации Рижского политехнического института в 1915 году. В 1915—1918 годах он издал совместно с А. С. Бондарцевым качественные эксикаты грибов России («Fungi rossici exsiccati»), состоявшие из двух серий — обычные и редкие виды. Ранее, в 1908—1909 годах Бухгольц редактировал изданный Е. П. Шереметевой «Иллюстрированный определитель грибов Средней России». Этот определитель представлял собой перевод и переработку раздела грибов из издания А. Энглера и К. Прантля «Die Natuerlichen Pflanzenfamilien» с добавлением российских видов.
По результатам исследований подземных грибов в 1902 году была издана работа «Материалы к морфологии и систематике подземных грибов», по этой же теме Бухгольц защитил в Московском университете магистерскую диссертацию 24 апреля 1903 года. В работе подтверждено представление Э. Фишера о подземных грибах, который рассматривал их как неоднородную группу. Была показана связь различных подземных аскомицетов с тремя группами сумчатых грибов, имеющих надземные плодовые тела. Выводы были сделаны на основании изучения развития плодовых тел, в то время, как Фишер занимался изучением только уже сформированных, зрелых плодовых тел. В работе имеется также сводка по всем найденным к тому времени в России подземных базидиальных и сумчатых грибов и описание открытого Бухгольцем гастеромицета Secotium krjukowense (современное название — Macowanites krjukowensis).
В 1911 году опубликована работа «Новые данные к морфологии и цитологии подземных грибов», по которой 14 мая 1912 года защищена докторская диссертация. В этой работе рассматривается род Endogone, относящийся к зигомицетам. Подробно были изучены половой процесс и развитие этих грибов, систематически Бухгольц охарактеризовал род как сильно эволюционировавший зигомицет, имеющий точки соприкосновения с сумчатыми грибами.
Ф. В. Бухгольц не был специалистом по фитопатологии, но уделял внимание и этой науке. Он написал несколько статей по болезням растений, организовал первую в российской Прибалтике фитопатологическую станцию.
Учеником и сотрудником Бухгольца был А. С. Бондарцев, ставший впоследствии крупным специалистом по систематике базидиомицетов, морфологии трутовых грибов и фитопатологии.

## Библиография

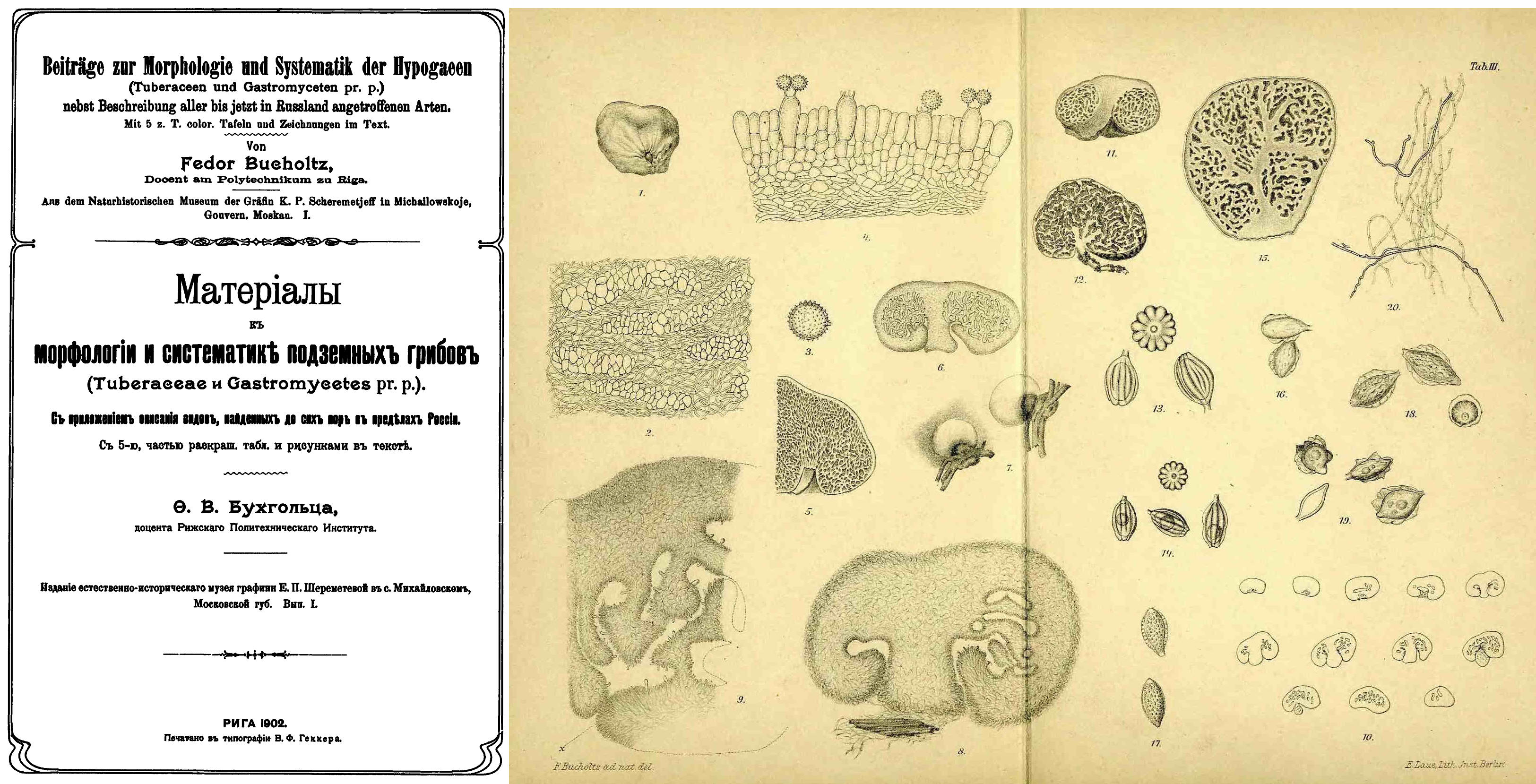
Книга Ф. Бухгольца «Материалы к морфологии и систематике подземных грибов», титульный лист и таблица рисунков. Рисунки выполнены автором и студентом А. С. Бондарцевым